# 콜론역
콜론역(스페인어: Alonso Martínez)은 마드리드 지하철 4호선의 역이다. 마드리드 참베리 구와 센트로 구 사이에 걸쳐 있으며, 콜론 광장 옆의 헤노아 거리 지하에 자리잡고 있다. 요금구역상으로는 A구역에 속한다.
역 부근의 레콜레토스 역에서 세르카니아스 마드리드 노선으로 환승이 가능하다. 이곳으로 총 다섯 개 노선이 다닌다.

## 역사
1944년 3월 23일 4호선의 첫 구간 (아르궤예스-고야)이 개통됨과 동시에 영업에 들어갔다.

## 환승 정보
역 주변에 시내버스 정류장이 여섯 곳 있다. 야간노선도 특히 많이 다닌다.
버스
- 시내버스
  - 5 14 21 27 45 53 150번 노선 (주간)
  - N1, N22, N23, N24, N25, N26번 노선 (야간)

지하철
| 마드리드 지하철              | 마드리드 지하철       | 마드리드 지하철           |
| ---------------------------- | --------------------- | ------------------------- |
| 알론소 마르티네스 아르궤예스 | 마드리드 지하철 4호선 | 세라노 피나르 데 차마르틴 |